# براندان برادلي
براندان برادلي (بالإنجليزية: Brendan Bradley)‏ (7 يونيو 1950 بديري في أيرلندا الشمالية - ) هو لاعب كرة قدم أيرلندي شمالي في مركز الهجوم. لعب مع ديري سيتي ونادي سليغو روفرز وتورونتو بليزارد ونادي فين هاربز ولينكولن سيتي أف سي ودوري أيرلندا الحادي عشر ‏ وأثلون تاون ‏.

## وصلات خارجية
- براندان برادلي على موقع قاعدة بيانات كرة القدم.إي يو (الإنجليزية)
- براندان برادلي على موقع عالم كرة القدم.نت (الإنجليزية)